# Даніель Фернандес Артола
Даніель Фернандес Артола (ісп. Daniel Fernández Artola, нар. 20 січня 1983, Барселона) — іспанський футболіст, захисник.

## Ігрова кар'єра
У дорослому футболі дебютував 2002 року виступами за команду «Барселона Б», в якій провів чотири сезони.
Не маючи шансів пробитися до головної команди каталонського клубу, влітку 2006 року приєднався до донецького «Металурга», в якому відіграв півтора сезони. На початку 2008 року перейшов до київського «Арсенала», в якому, втім, не провів жодної гри та перейшов на умовах оренди до нідерландського «Неймегена».
Своєю грою за останню команду привернув увагу представників тренерського штабу «Феєнорда», до складу якого приєднався 2009 року. Відіграв за команду з Роттердама наступні три сезони своєї ігрової кар'єри, лише епізодично виходячи на поле в офіційних матчах.
До складу бельгійського «Генка» приєднався 2012 року. Наразі встиг відіграти за команду з Генка 8 матчів в національному чемпіонаті.

### Кар'єра в збірній
Даніель ніколи не грав у збірній Іспанії. Однак у жовтні 2006 року він взяв участь у матчі збірної Каталонії проти збірної Країни Басків (2:2).

## Досягнення
- Володар Кубку Бельгії (1): 2012/13